# Procloeon albisternum
Procloeon albisternum is een haft uit de familie Baetidae. De wetenschappelijke naam van de soort is voor het eerst geldig gepubliceerd in 1986 door Novikova.
De soort komt voor in het Palearctisch gebied.